# فرانك لويس
فرانك لويس هو سياسي كندي، ولد في 1939. انتخب Lieutenant Governor of Prince Edward Island ‏ (2011 – ).